# Peru i olympiska sommarspelen 1956
Peru deltog med 8 deltagare vid de olympiska sommarspelen 1956 i Melbourne. Ingen av landets deltagare erövrade någon medalj.